# Mari Rødhjell Ansnes
Mari Rødhjell Ansnes (...) è un'ex sciatrice alpina norvegese.

## Biografia
Specialista delle prove veloci, la Ansnes ai Campionati norvegesi vinse la medaglia di bronzo nella discesa libera nel 1985; non prese parte a rassegne olimpiche né ottenne piazzamenti in Coppa del Mondo o ai Campionati mondiali.

## Palmarès

### Campionati norvegesi
- 1 medaglia (dati dalla stagione 1984-1985):
  - 1 bronzo (discesa libera[senza fonte] nel 1985)